# Данильченко Олександр Петрович
Олександр Петрович Данильченко (20 травня 1951) — український історик, дипломат. Постійний повноважний Представник України при координаційних інститутах СНД. Генеральний консул України у Владивостоці, Російська Федерація.

## Біографія
Народився 20 травня 1951 року у м. Бериславі на Херсонщині. У 1978 закінчив Київський державний університет ім. Т.Шевченка (1978), історичний факультет; аспірантуру Інституту історії АН України (1982), Дипломатичну академію України при МЗС України (1999). Кандидат історичних наук. Володіє іноземними мовами: російською та англійською.
- З 08.1978 — асистент історичного факультету Запорізького державного педінституту.
- З 11.1979 — аспірант Інституту історії АН України (Інститут історії України НАН України).
- З 11.1982 — молодший науковий співробітник, старший науковий співробітник Інституту історії НАН України (Інститут історії України НАН України).
- З 11.1993 — перший секретар, завідувач відділу аналізу проблем СНД МЗС України.
- З 06.1996 — польовий асистент спеціального представника ОБСЄ Місії ОБСЄ з Нагірного Карабаху.
- З 07.1997 — слухач Дипломатичної академії України при МЗС України.
- З 21.03.2000[1] по 28.11.2003[2] — Постійний повноважний Представник України при координаційних інститутах СНД.
- З 06.2006 — Генеральний консул України у Владивостоці, Російська Федерація.
- З 04.2011 — посол з особливих доручень МЗС України.

## Дипломатичний ранг
- Надзвичайний і Повноважний Посланник II класу.

## Автор праць
Автор та співавтор близько 40 друкованих праць, зокрема:
- «Сооружение Байкало-Амурской магистрали — патриотический подвиг советского народа (на примере участия трудящихся Украины») (1985),
- «Етнічні групи півдня України: економічне та соціально-політичне становище на початку 20-х рр. XX ст.» (1993),
- «Україна і СНД» (кн. «Дипломатія сучасної України», 1997),
- «Етнічний розвиток і міжнародні зв'язки Півдня України (кінець XVIII — перша чверть XX століття)» (2009).